# Санта Луча (Мантова)
Санта Луча је насеље у Италији у округу Мантова, региону Ломбардија.
Према процени из 2011. у насељу је живело 193 становника. Насеље се налази на надморској висини од 15 м.